# David Schwimmer

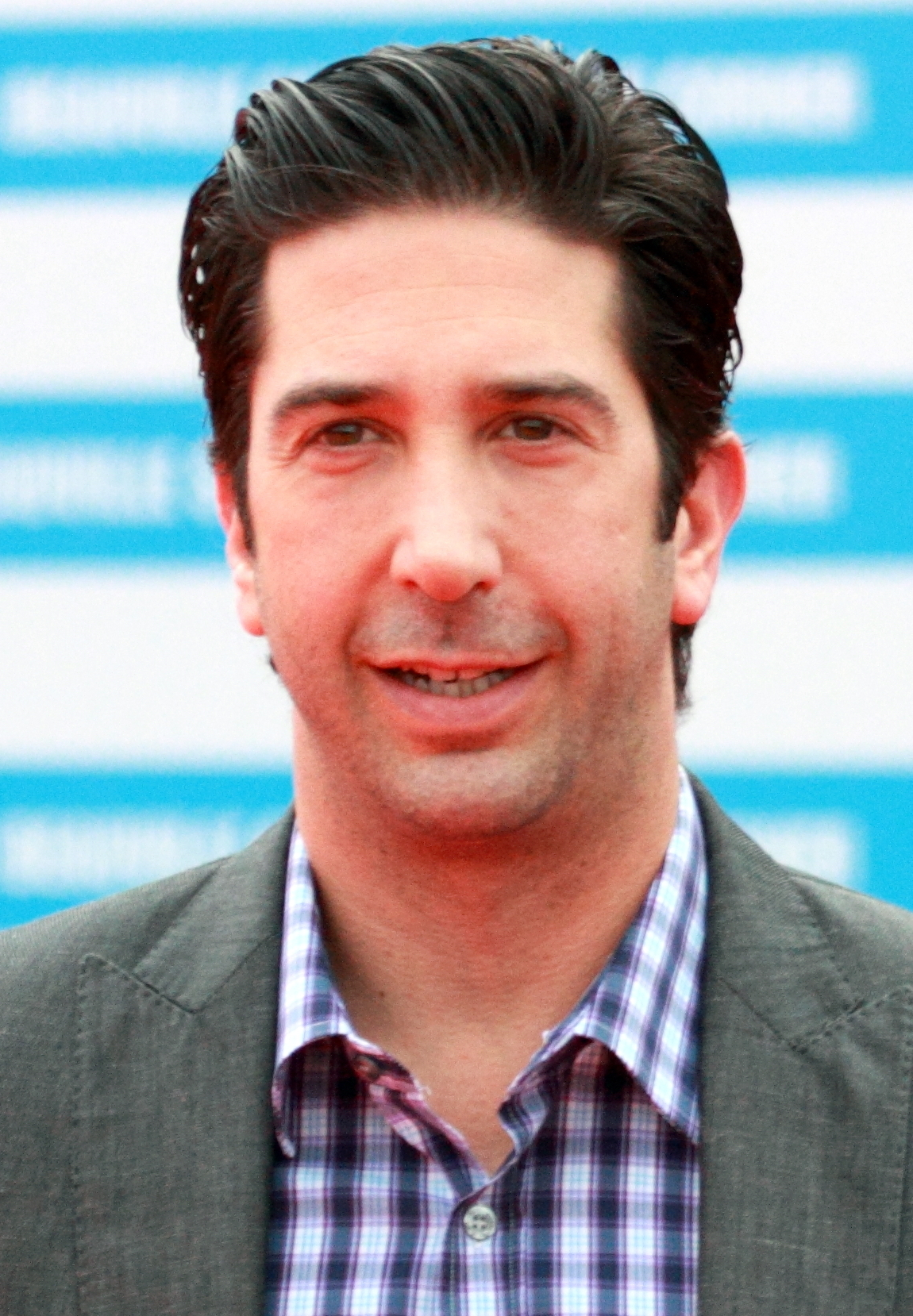
David Schwimmer în 2011

David Lawrence Schwimmer (n. 2 noiembrie 1966) este un actor, director și producător american, nominalizat la premiile Emmy. Este cel mai bine cunoscut pentru rolul lui Ross Geller în sitcom-ul american Friends (Prietenii tăi) (1994 - 2004).

## Filmografie
- 1984 - Ghost Busters
- 1989 - A Deadly Silence
- 1991 - Flight of the Intruder
- 1992 - Crossing the Bridge
- 1992 - The Wonder Years (serial)
- 1993 - The Waiter
- 1993 - The Pitch
- 1993 - NYPD Blue (serial)
- 1993 - Twenty Bucks
- 1994 - Wolf
- 1994 - 2004 -- Friends (serial)
- 1994 - Monty (serial)
- 1995 - The Party Favor
- 1996 - The Pallbearer
- 1997 - Breast Men
- 1998 - The Thin Pink Line
- 1998 - Kissing a Fool
- 1998 - Since You've Been Gone
- 1998 - Six Days Seven Nights
- 1998 - Apt Pupil
- 1998 - All the Rage
- 2000 - Love & Sex
- 2000 - Picking Up the Pieces
- 2001 - Band of Brothers (mini-serial)
- 2001 - Hotel
- 2001 - Uprising
- 2005 - Duane Hopwood
- 2005 - Madagascar (voce)
- 2005 - Curb Your Enthusiasm
- 2006 - Big Nothing
- 2007 - Run, Fat Boy, Run
- 2007 - Ratatouille (voce)
- 2008 - Madagascar 2 (voce)